# 松田清宏
松田 清宏（まつだ きよひろ、1946年 - ）は、日本の実業家。鉄道友の会副会長、四国旅客鉄道株式会社（JR四国）の顧問。兵庫県出身。

## 略歴
- 1965年3月 - 灘高等学校卒業。
- 1969年3月 - 東京大学工学部卒業。
- 1969年 - 日本国有鉄道（国鉄）に入社。国鉄時代にニューヨーク事務所次長や四国総局多度津車両所長を務める。
- 1987年4月 - 国鉄分割民営化が行われ、四国旅客鉄道株式会社総合企画本部経営管理室長に就任[1]。
- 1994年6月 - 同社取締役運輸部長に就任。
- 不明 - 同社旅行業事業部長に就任。
- 1998年6月 - 同社常務取締役鉄道事業本部長に就任。
- 2002年6月 - 同社専務取締役鉄道事業本部長に就任[1]。
- 2004年6月 - 同社代表取締役社長に就任[1]。
- 2010年6月 - 同社代表取締役会長に就任。
- 2016年6月 - 同社相談役に就任。
- 2019年11月 - 旭日重光章受章[2][3]。
- 2020年6月 - 同社顧問に就任。